# Avitta insignifica
Avitta insignifica är en fjärilsart som beskrevs av George Francis Hampson 1926. Avitta insignifica ingår i släktet Avitta och familjen nattflyn. Inga underarter finns listade i Catalogue of Life.